# 沙耶瓦底王
沙耶瓦底王（Tharrawaddy Min，1787年3月14日—1846年11月27日），中国史料称其为撒拉瓦第或孟坑，波道帕耶之孙，扎多敏梭之子，緬甸貢榜王朝的君主之一。

## 生平
沙耶瓦底王之兄巴吉道在位期间，缅甸與英國爆发了為期三年的第一次英緬戰爭，缅甸雖成功抵抗英國入侵，但僵持不下，最后被迫与英国签订了不平等的杨达波条约，失去德林達依省及阿萨姆、曼尼普尔等地:109。巴吉道为此患上抑郁症，无法治理朝政，国家日常事务交由长兄巴吉道的皇后米努及国舅莽乌管理，这导致沙耶瓦底严重不满，便于1837年发动政变，逼迫巴吉道提前退位:82。
沙耶瓦底即位后杀死了朝廷内数百名反对者，沉迷佛教，将大量财富耗费在佛事上，1841年，他前往仰光朝拜大金寺，一次性给佛塔贴了5,000公斤的金箔。1846年逝世，由子蒲甘王继承王位。